# Karminessigsäure
Karminessigsäure (oft mit KES abgekürzt) ist eine Lösung des Farbstoffs Karmin (E 120) in Essigsäure.
Sie wird zur Herstellung von Präparaten für die Mikroskopie verwendet, da sie den Vorteil besitzt, sowohl zu färben (färbt Chromatin), als auch gleichzeitig das Präparat zu fixieren.
Verwendet wird entweder eine verdünnte Lösung von Karmin in einer halbkonzentrierten Essigsäure oder die gesättigte Lösung.  Bei dem ebenfalls zur Herstellung von Präparaten eingesetzten Eisenkarmin handelt es sich um eine Lösung aus Karminessigsäure und Eisen(III)-chlorid.